# Aglais caschmirensis
Aglais caschmirensis is een vlinder uit de familie Nymphalidae. De wetenschappelijke naam van deze soort is voor het eerst voorgesteld als Vanessa caschmirensis door Vincenz Kollar in een publicatie uit 1844.

## Verspreiding
De soort komt voor in de bergen van Kirgizië, Afghanistan, India, Nepal en Bhutan.

## Ondersoorten
- Aglais caschmirensis caschmirensis (Kollar, [1844])
- Aglais caschmirensis nixa (Grum-Grshimailo, 1890)